# Sangha

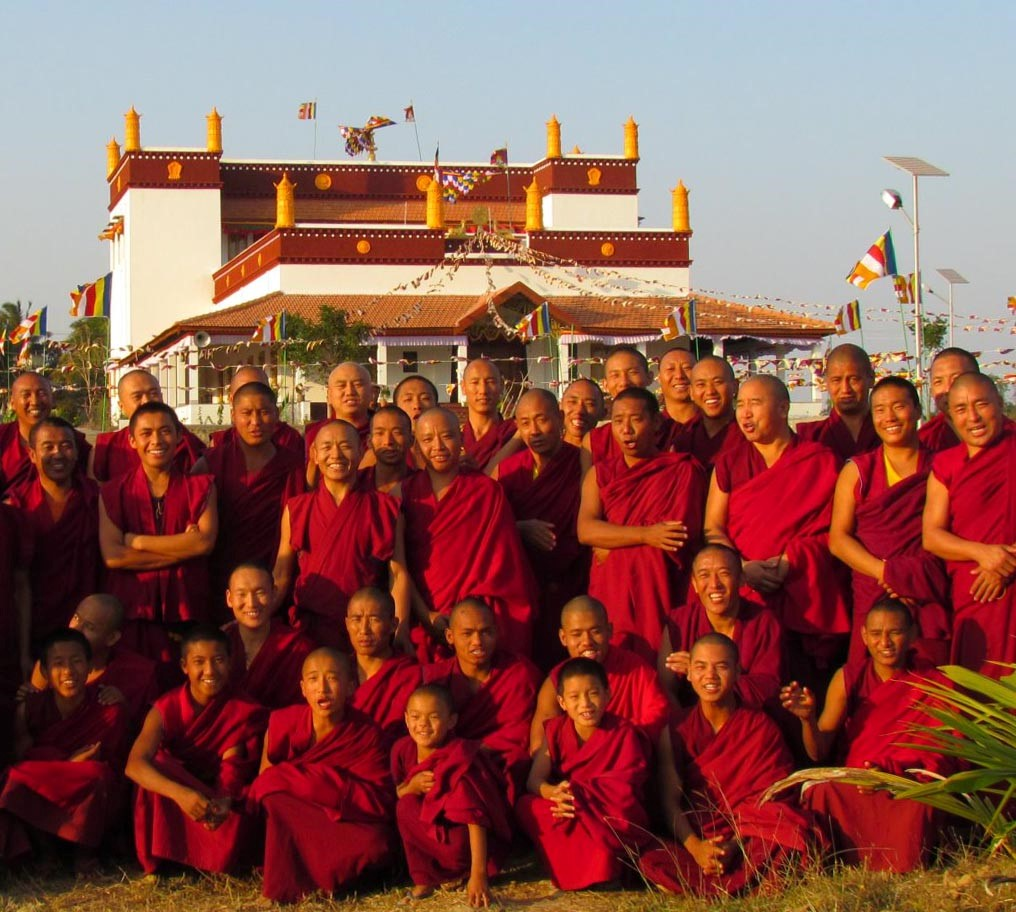
Mönche des Rato Klosters in Mundgod, Karnataka, Indien

Sangha (Pāli: सङ्घ saṅgha; Sanskrit: संघ saṃgha, dt. etwa Versammlung; Thai: สังฆัง S̄ạngḳhạng) bedeutet in der buddhistischen Terminologie „Versammlung“, „Menge“ oder auch „Gemeinschaft“. Das Wort „Sangha“ ist in Pāli maskulin, allerdings ist im Deutschen auch die weibliche Form, „die Sangha“ (angelehnt an „Gemeinschaft“, „Gemeinde“), verbreitet.

## Definitionen
Je nach buddhistischer Tradition wird zwischen verschiedenen Begriffsanwendungen unterschieden:
1. Gemeinschaft der buddhistischen Übenden/Praktizierenden
Abhängig von der jeweiligen buddhistischen Tradition und Schulrichtung sind damit entweder die den Buddhismus Ausübenden im Allgemeinen, oder ausschließlich die buddhistischen Ordensangehörigen, Mönche („bhikkhu“) und Nonnen („bhikkhuni“), gemeint.
2. Gemeinschaft der buddhistischen Erwachten („Edle Sangha“)
Die „Gemeinschaft der Edlen“ (Sanskrit: „Arya-Sangha“) bezeichnet die Wesen, die laut buddhistischer Lehre bereits die erste Etappe auf dem Weg zur Erleuchtung bewältigt haben sollen, dadurch dass sie sich von der „Ich-Illusion“ befreit haben. Dennoch haben sie der Beschreibung nach die vollkommene Erleuchtung noch nicht erlangt, da ihre Wahrnehmung zu Teilen noch verdunkelt sei von feinen Schleiern, beispielsweise in Form von subtilen Gefühlen. Allerdings werden diese eher als „Wolken am Himmel“ wahrgenommen, die vorbeiziehen. Es findet keine Identifikation mehr damit statt, sie können mit gesundem Abstand wahrgenommen werden. Daher wird der Zustand der „Erwachten“ oft als „Befreiung“ bezeichnet. Die „Sangha der Edlen“ ist eines der Drei Juwelen, zu denen ein Buddhist Zuflucht nimmt.
3. Die buddhistische Gemeinschaft
Die Gemeinschaft der Laiengläubigen und der Ordinierten, welche, sich gegenseitig unterstützend, dem Buddha und der Lehre des Buddha (Dharma) folgen.[2]

Unabhängig von der genauen Definition gehört der Sangha in allen Traditionen zu den drei Juwelen (Vorbildern) des Buddhismus, durch deren Zufluchtnahme man den Buddhismus annimmt.
Die Annahme, dass alle Buddhisten, insbesondere die Mitglieder der Sangha, Vegetarismus praktizieren, ist eine westliche Fehleinschätzung. Im Pali-Kanon lehnte Buddha einen Vorschlag von Devadatta ab, die Vegetarismus-Regel für die Sangha einzuführen. Gemäß den Pali-Texten konsumierte der Buddha Fleisch, solange das Tier nicht speziell für ihn getötet wurde. Gemäß den Pāli-Sutren ist es den Sangha-Mitgliedern gestattet, alles zu essen, was ihnen von Laien gespendet wird, wobei sie jedoch kein Fleisch essen dürfen, wenn sie wissen oder vermuten, dass das Tier speziell für sie getötet wurde. In der Theravada-Tradition wird folglich kein strikter Vegetarismus praktiziert, auch wenn der Einzelne dies nach seiner persönlichen Entscheidung tun kann.

## Sangharama
Der Begriff Sangharama (oder saṁghārāma) bezeichnet ganz allgemein ein buddhistisches Kloster oder Heiligtum.